# Le Printemps d'Yver
Le Printemps d'Yver est un recueil de nouvelles de Jacques Yver, publié en 1572.

## Histoire du texte
Jacques Yver a écrit son texte vers 1570 et il fut publié, avec un jeu de mots, sous le nom : Le Printemps d'Yver.
Ce livre, écrit dans l'ombre des contes de Boccace, est un franc succès de librairie. Il connaît tout au long de la seconde moitié du XVIe siècle et jusque dans le premier tiers du suivant de nombreuses rééditions, tant en France qu'à l'étranger (pas moins de 32 tirages entre 1572 et 1618). En 1578, une traduction en est faite par Henry Wotton sous le titre Courtlie controversie of Cupids Cautels. 

## Composition
Il contient « cinq histoires discourues par cinq iournées, en une noble compagnie, au chasteau de Printemps ». Il appartient au genre romanesque, renaissant en France depuis 1540.
- genre épique ou chevaleresque :
  - Eraste et Perside
  - Guillaume le Bâtard
- tragédie :
  - Fleurie et Hermann ;
  - Clarinde et Alègre.
- farce  :
  - Claribel et Floradin, facétie[6].

Les Guerres de religion et leurs péripéties sont évoquées, notamment dans la cinquième histoire (Claribel et Floradin).

### Eraste et Perside
Une adolescente de Rhodes, Perside, onze ans, et son ami Eraste, seize ans, se sont engagés en échangeant des cadeaux. Dans un tournoi, Eraste perd la chaîne donnée par Perside. Un chevalier la trouve et l'offre à la dame qu'il aime. Perside imagine une trahison d’Eraste, qui tue ce chevalier et part à Constantinople chez le sultan Soliman II. Soliman fait la conquête de Rhodes et sa part du butin n’est autre que Perside, qu'il offre pour épouse à Eraste, en récompense. Mais Soliman, amoureux de Perside, fait mettre à mort Eraste qu’il a obligé à revenir à Constantinople. Il assiège alors Rhodes, Perside appelle à la résistance et est tuée. Soliman, repentant, fait construire un monument funéraire dont l’épitaphe porte : « Deux amans/ Dedans cette sepulture. »

### Clarinde et Alègre
À Mantoue, Adilon, au service de Jules II contre les Français, est amoureux de Clarinde, fille de la marquise de Mantoue. Pour conquérir sa belle, Adilon croit habile de faire sa cour à la marquise. Fernando Gonzaga conduit chez la marquise, d'Alègre, un Français qu'il a fait prisonnier. Celui-ci tombe amoureux de Clarinde, qui s'éprend du Français. Adilon lui offre une pomme qu'il a empoisonnée,mMais c’est Clarinde qui la mange et tombe malade. D'Alègre tue alors Adilon et meurt dans les bras de Clarinde, qui à son tour, expire. 

### Guillaume le Bâtard
Guillaume le Conquérant s'éprend, à la vue de son portrait, d'une jeune fille, la princesse héritière du Danemark. Il part incognito pour le Danemark. En chemin, il boit de l'eau d'une fontaine enchantée qui fait haïr. Arrivé à la cour, il hait Amire, l'héritière , et devient amoureux d'une princesse de Suse, prisonnière au Danemark depuis l’enfance, Viergine. Tous deux s'évadent et gagnent l'Angleterre, où il se marient. Les Danois, irrités du rapt de la princesse de Suse, attaquent l’Angleterre. Plusieurs princes sujets de Guillaume, se rebellent, craignant les conséquences de la guerre, et ayant mal accueilli leur nouvelle reine venue d’ailleurs, la mettent à mort. 

## Critique
Le Printemps d'Yver est une œuvre de prose dans laquelle trois gentilshommes et deux nobles dames se racontent des histoires pour tenter de se distraire des horreurs de la récente guerre de religion et de se réjouir du bref répit apporté par la paix de 1570. 
« Le recueil se présente comme une véritable 'Défense et illustration de la langue française', dans laquelle apparaît l’anti-italianisme d’un auteur qui répond à ceux qui 'méprisant les esprits des François, [disaient] qu’ils ne vivoient que d’emprunts'  ; considérant le succès des Histoires tragiques de Mathieu Bandello traduites par Pierre Boaistuau et François de Belleforest, Yver veut montrer que les Français ne sont 'point plus stériles en inventions, que les étrangers'. », Hervé Thomas Campangne, « De l'histoire tragique à la dramaturgie : Mainfray et Desfontaines lecteurs de Jacques Yver », Dix-septième siècle, vol. 227, n° 2, 2005, p. 213.

## Postérité
- Louis Le Jars, Lucelle, tragi-comédie en proze françoise, disposée en actes, et scenes suivant les Grecs et Latins (Robert Mangnier, 1576) : « reprend [du Printemps] des expressions et références, des citations tout à fait reconnaissables »[10]
- Eraste et Perside est adapté pour le théâtre en 1621 par Pierre Mainfray : La Rhodienne, ou la Cruauté de Soliman, tragédie où l'on voit naïvement décrit les infortunes amoureuses d'Éraste et de Perside[11],[12]
- Soliman and Persida, publié en 1599 en Angleterre, reprend l'idée de Eraste et Perside[13]
- Bénigne Poissenot publie l'Esté en 1580. Il y déclare que « celui sur ce Printemps duquel il a moulé son Esté est Jacques Yver, assez cognu par la France. »[14]

## Éditions
- Jacques Yver, Le Printemps d'Yver, contenant cinq histoires, discourues par cinq journées, en une noble compagnie, au chasteau du Printemps, Paris, Jean Ruelle, demeurant rue Saint Jacques, 1572 (lire en ligne)
- Jacques Yver, Le Printemps d'Yver, contenant cinq histoires, discourues par cinq journées, en une noble compagnie, au chasteau du Printemps, Paris, Métayer, 1581 (lire en ligne)
- Jacques Yver, Le Printemps d'Yver, contenant cinq histoires, discourues par cinq journées, en une noble compagnie, au chasteau du Printemps, Lyon, Rigaud, 1600 (lire en ligne)
- Jacques Yver, Le Printemps d'Yver contenant cinq histoires discourues par cinq journées en une noble compagnie au château du Printemps, Genève, Slatkine Reprints, 1970 (lire en ligne)  — reprint de Paul L. Jacob, Les vieux conteurs français, Société du Panthéon littéraire, 1841, p. 519-653 lire sur Gallica
- Jacques Yver, Marie-Ange Maignan (éd.) et Marie Madeleine Fontaine (collab.), Le Printemps d'Yver, Librairie Droz, coll. « Textes littéraires français » (no 632), 2015, 756 p. (ISBN 978-2600018081).